# Waldeckpark

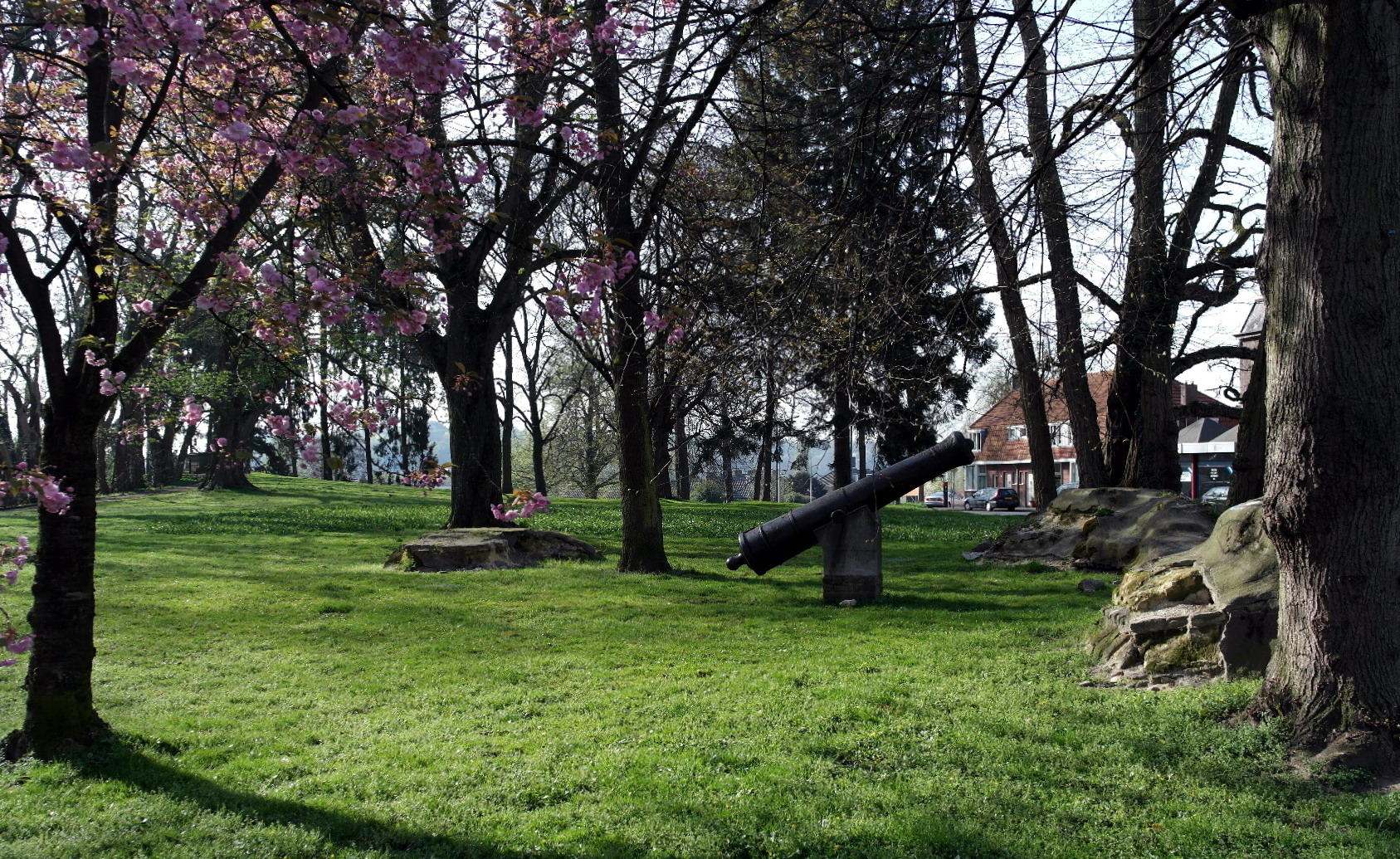
Zuidelijk parkdeel met kanon en restanten van Lunet Drenthe

Het Waldeckpark is een stadspark aan de rand van het centrum van Maastricht, gelegen nabij het Tongerseplein in de buurt Biesland in Maastricht-Zuidwest. Het park is begin jaren 1920 aangelegd op en rondom het bastion Waldeck, onderdeel van de vestingwerken van Maastricht. Het park is een gemeentelijk monument.

## Ligging
Het Waldeckpark wordt begrensd door de Prins Bisschopsingel, de Champs Elyséesweg, de Bieslanderweg, de Tongerseweg en het Tongerseplein. Aan de zuidkant ligt het Zwembad Jekerdal en raakt het park heel even aan het riviertje de Jeker.
Het park is voor wandelaars enigszins lastig te bereiken vanuit het centrum. Hoewel het Waldeckpark in principe aansluit op het Aldenhofpark (onderdeel van het Stadspark), wordt het daarvan gescheiden door de drukke Prins Bisschopsingel. Het park sluit eveneens aan op het Jekerpark en het natuurgebied Jekerdal.

## Geschiedenis
Het gebied waar thans het Waldeckpark ligt, is in de loop der eeuwen het toneel geweest van diverse belegeringen. Op 25 juni 1673 sneuvelde op deze plek Charles de Batz de Castelmore, beter bekend als D'Artagnan, een van de mousquetaires du roi, tijdens het Beleg van Maastricht (1673).

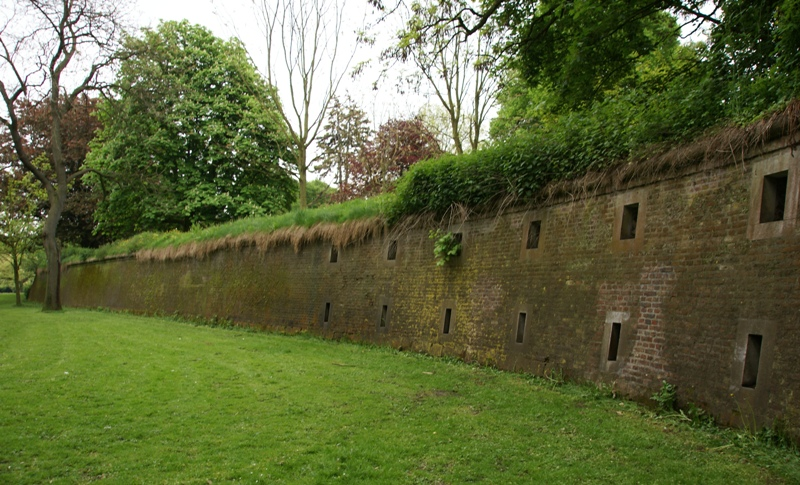
Bastion Waldeck

Het bastion Waldeck werd wellicht naar aanleiding van dit beleg van 1688-90 aangelegd ter versterking van de buitenwerken aan de zuidwestzijde van de stad. Opdrachtgever was de vestingingenieur Daniël Wolff baron van Dopff. Het bastion werd vernoemd naar diens beschermheer, George Frederik van Waldeck-Eisenberg, de militaire gouverneur van Maastricht (1679-92). Het bastion Waldeck is een gedetacheerd vestingwerk dat niet aan de hoofdwal was verbonden. Doordat dit gebied hoger gelegen was, was het niet mogelijk om gebruik te maken van 'natte' grachten.
Van 1770-80 werd de buitenwand van de droge gracht versterkt met een contrescarp van gemetselde baksteen met op regelmatige afstanden mergelblokken in kettingverband. Achter deze muur bevindt zich een caponnière, een langgerekte, gebogen kazemat met schietgaten van waaruit een vijand die zich in de droge gracht waagde, van achteren beschoten kon worden. De caponnière is door gangen verbonden met het ondergrondse mijnenstelsel van Maastricht. Vanuit de caponnière starten tevens rondleidingen door het zuidelijk gedeelte van de ondergrondse vestingwerken, meestal aangeduid als "kazematten".
Gedurende de ontmanteling van de vesting (vanaf 1867) werd het bastion gedeeltelijk afgebroken. In 1921 werd op het voormalige vestingwerk een uitbreiding van het stadspark gerealiseerd, naar een ontwerp van de Haarlemse tuinarchitect Leonard Springer. Uit deze tijd dateren enkele monumentale bomen, waaronder een tweetal Kaukasische vleugelnoten, een Turkse hazelaar, een Noorse esdoorn, een valse christusdoorn en diverse beuken. Het ontwerp van Springer was in romantische stijl, met onder andere een rozenallee, en daarin pasten de ruïneuze vestingwerken goed. Van 1967-68 werd het bastion Waldeck gerestaureerd. Langs de Cannerweg is nog een fragment van het lunet Drenthe uit 1776 bewaard gebleven. Hier staan twee kanonnen opgesteld, die beide ongeveer drie meter lang zijn. Het gietijzeren kanon uit 1810 (volgens een inscriptie) werd in 1960 door de oudijzerhandelaar en miljonair H.E. Dotremont aan de stad geschonken. Van het andere kanon, dat omstreeks 1980 werd geplaatst, is alleen bekend dat het afkomstig is van de Zeeuwse Deltawerken en dat het door de gemeente werd gekocht van Rijkswaterstaat.
In 1950 werd aan de zuidkant van het park het openluchtzwembad Jekerdal aangelegd naar een ontwerp van Frans Dingemans. Het zwembad is geheel ommuurd door een twee meter hoge mergelmuur. De entree bevindt zich in een halfronde bakstenen muur aan de kant van het park. Het complex is een gemeentelijk monument.

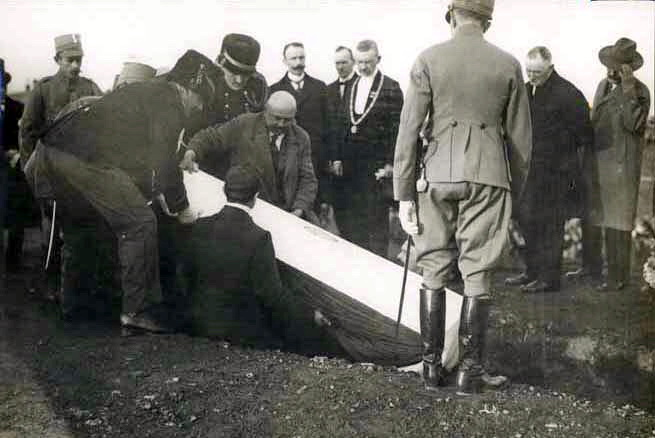
Herbegrafenis Andries Jan Jacob des Tombe, 1925
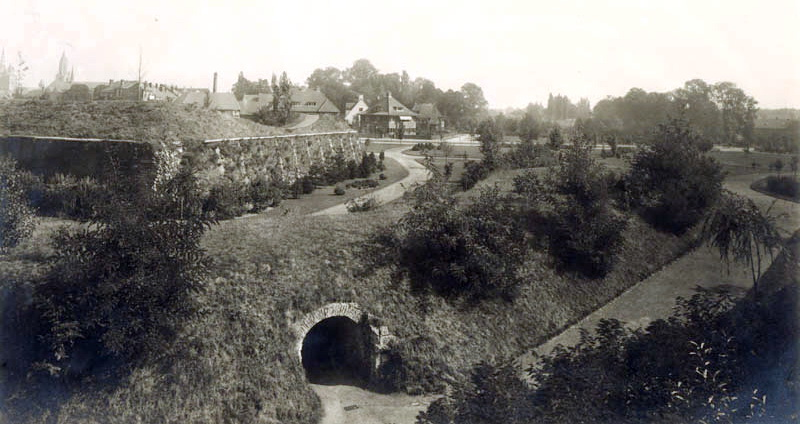
Bastion Waldeck, 1930
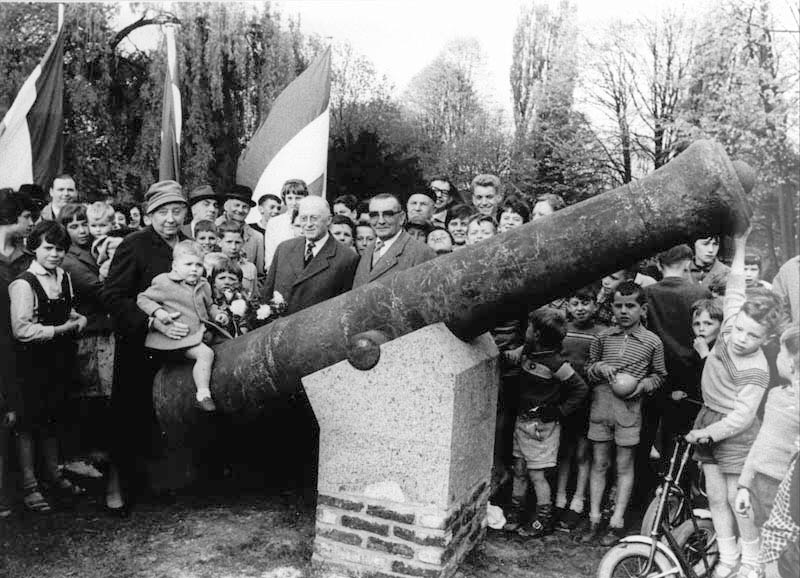
Schenking kanon, 1957
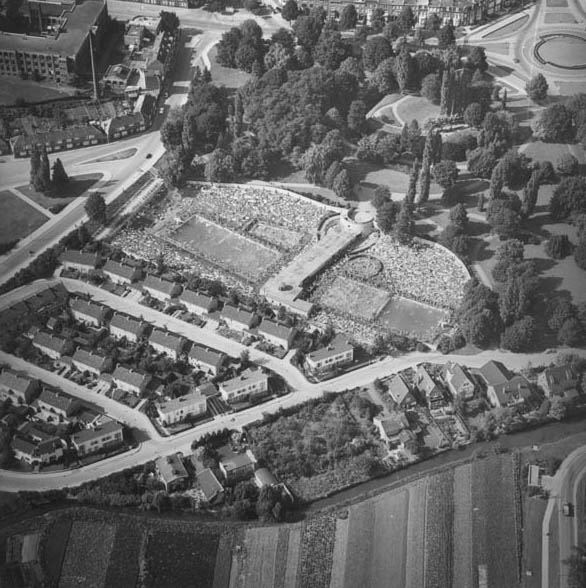
Park en zwembad, 1961

## Kunst in de openbare ruimte
In het Waldeckpark bevinden zich diverse gedenktekens en kunstwerken. In 1925 werd het grafmonument van generaal Andries des Tombe, de laatste opperbevelhebber van de vesting Maastricht (van 1841-45) hiernaartoe verplaatst, omdat het de sloop van de vestingwerken ten behoeve van de industrie aan de noordkant van de stad in de weg stond. Het grafmonument heeft de vorm van een natuurstenen sarcofaag in neoclassicistische stijl. Het staat verhoogd opgesteld op twee treden en is omgeven door een smeedijzeren hekwerk.

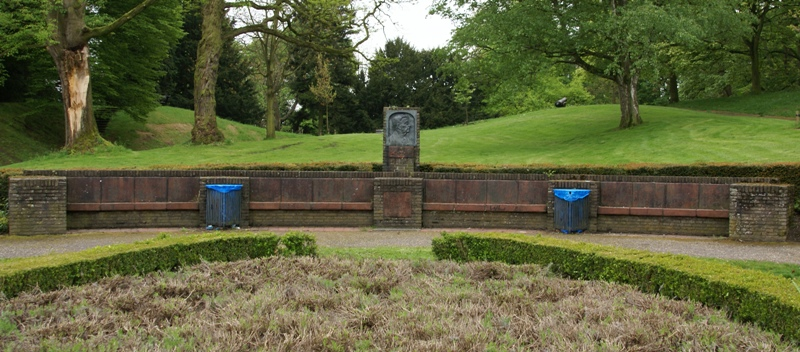
Burgemeester Van Oppenbank

Aan de kant van het Tongerseplein staat een langgerekte bakstenen zitbank met een gedenkplaat voor burgemeester Leopold van Oppen. De huidige hardstenen gedenkplaat met het portret van de oud-burgemeester van Maastricht (1910-37) werd in 2012 geplaatst ter vervanging van een bronzen reliëf uit 1935 dat in januari 2011 was gestolen. Het origineel was een ontwerp van Charles Vos en leerlingen van de Kunstnijverheidschool. In 2006 was al een ander bronzen kunstwerk uit het park verdwenen: het beeldje van D'Artagnan van Gertrud Januszewski uit 1977.
Vanaf 2010 bood de gemeente Maastricht aan studenten van de Academie Beeldende Kunsten Maastricht een aantal jaren de gelegenheid om enkele maanden lang een werk te exposeren in het Waldeckpark. De ideeën varieerden van een urinoir met daarin de naam D'Artagnan (ontworpen door Michiel Muyres), tot een groep paardensilhouetten ter herinnering aan de vele belegeringen ter plekke (ontwerp: Annick Ypma) en een bord met slogans waarvoor men op een website ideeën kon aandragen (ontwerp: Maarten Davidse). Op 23 juni 2018 werd een nieuw kunstwerk voor D'Artagnan - gemaakt door de Rotterdamse Anne Wenzel - onthuld door Camille Oostwegel, honorair consul van Frankrijk. In plaats van de musketier zelf, hangen nu zijn mantel en hoed aan de stadswal en een boeket bloemen op de plek waar ooit het bronzen beeldje stond.

## Trivia
- De bijnaam van de in het Waldeckpark herbegraven generaal Des Tombe was 'De stoomp', een verbastering van zijn Franse achternaam en wellicht tevens een verwijzing naar zijn enigszins kreupele gang. Als iemand in Maastricht "vaan achter de stoomp" was, betekende dat dat hij of zij een bastaard was. Blijkbaar nodigde het grafmonument van Des Tombe uit tot buitenechtelijke omgang. Het is niet duidelijk of de uitdrukking ontstaan is voor of na het verplaatsen van het monument naar het Waldeckpark.[13]

## Fotogalerij

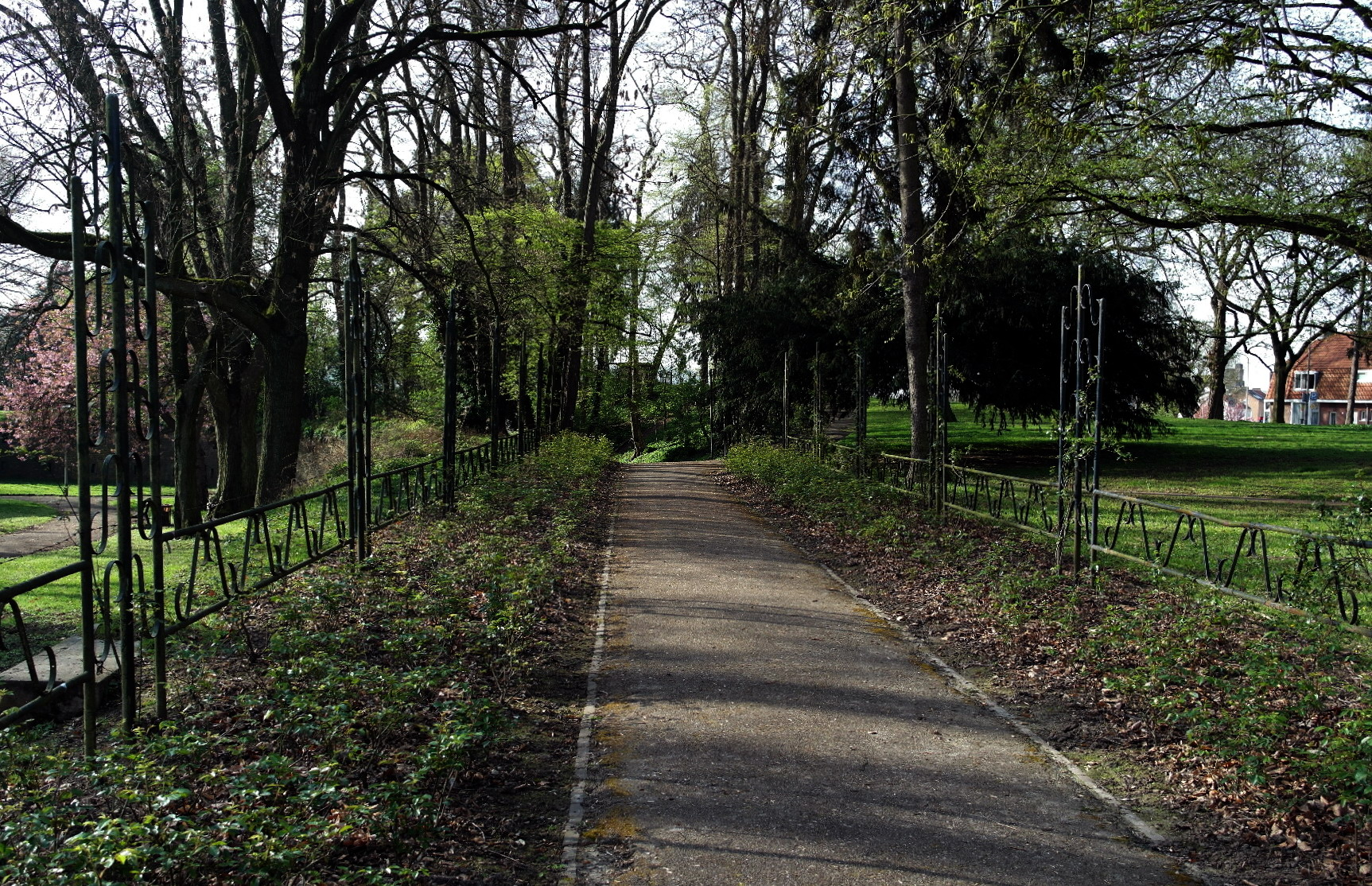
Rozenpaadje in de lente
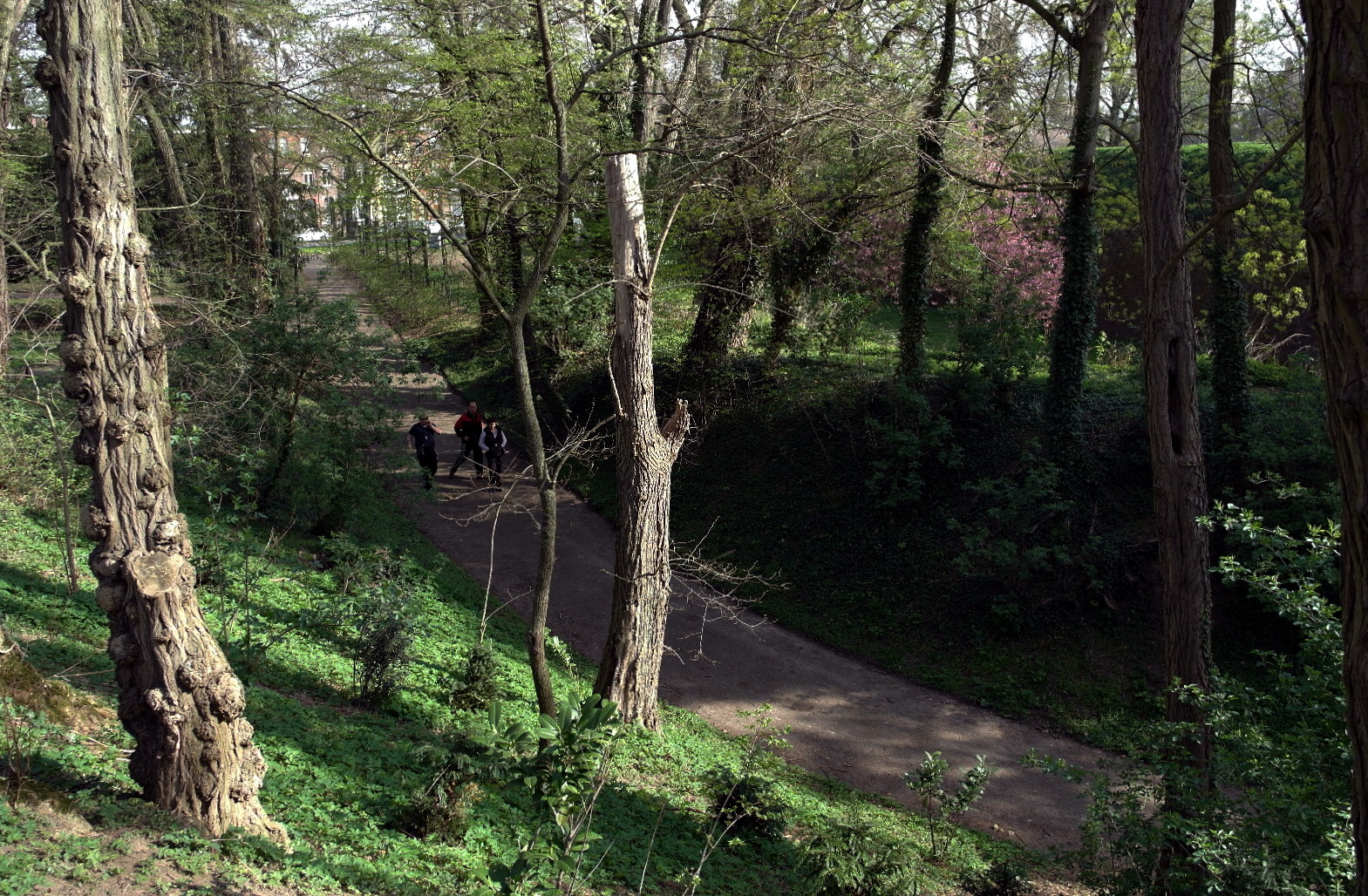
Verdiept pad
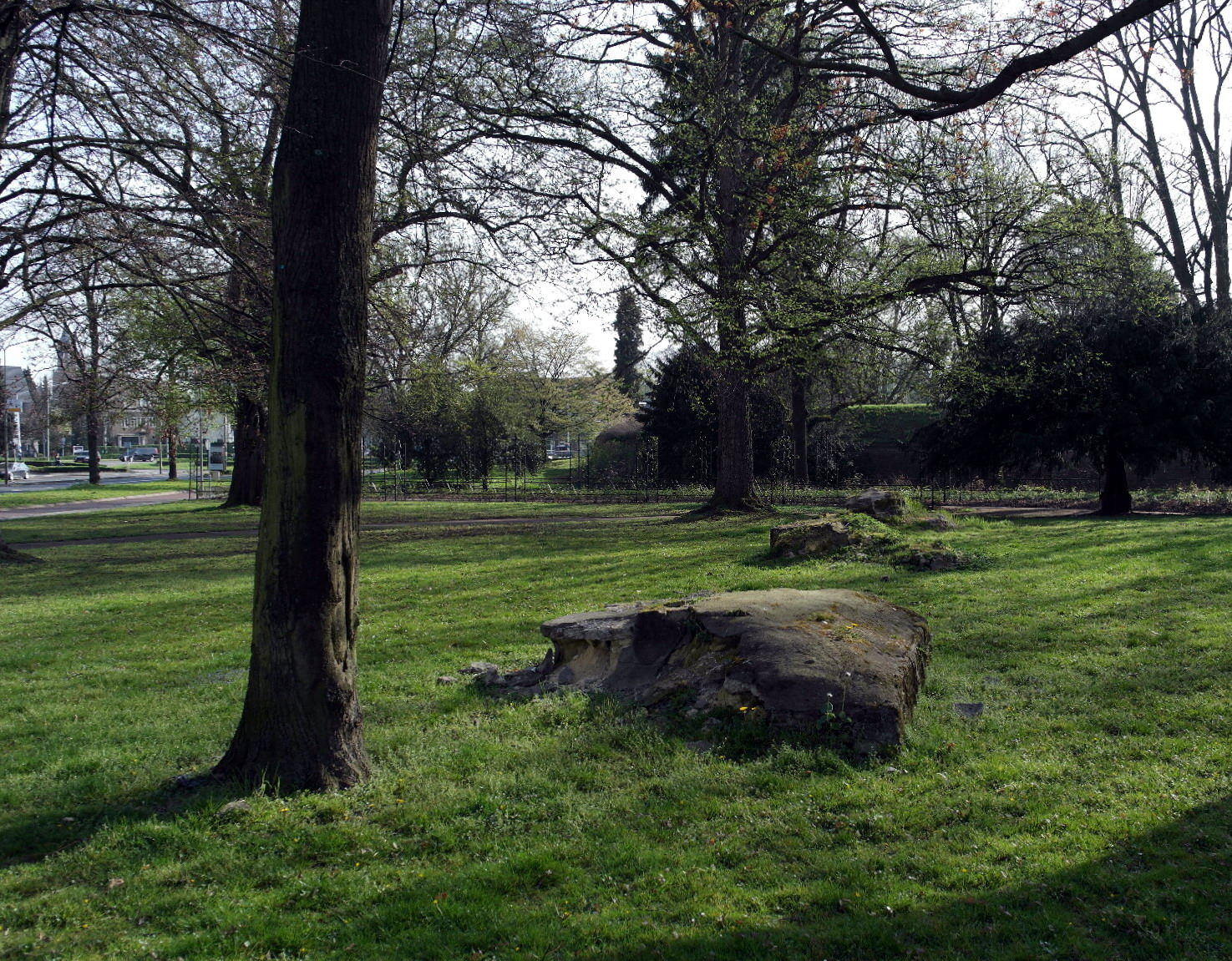
Zwerfstenen
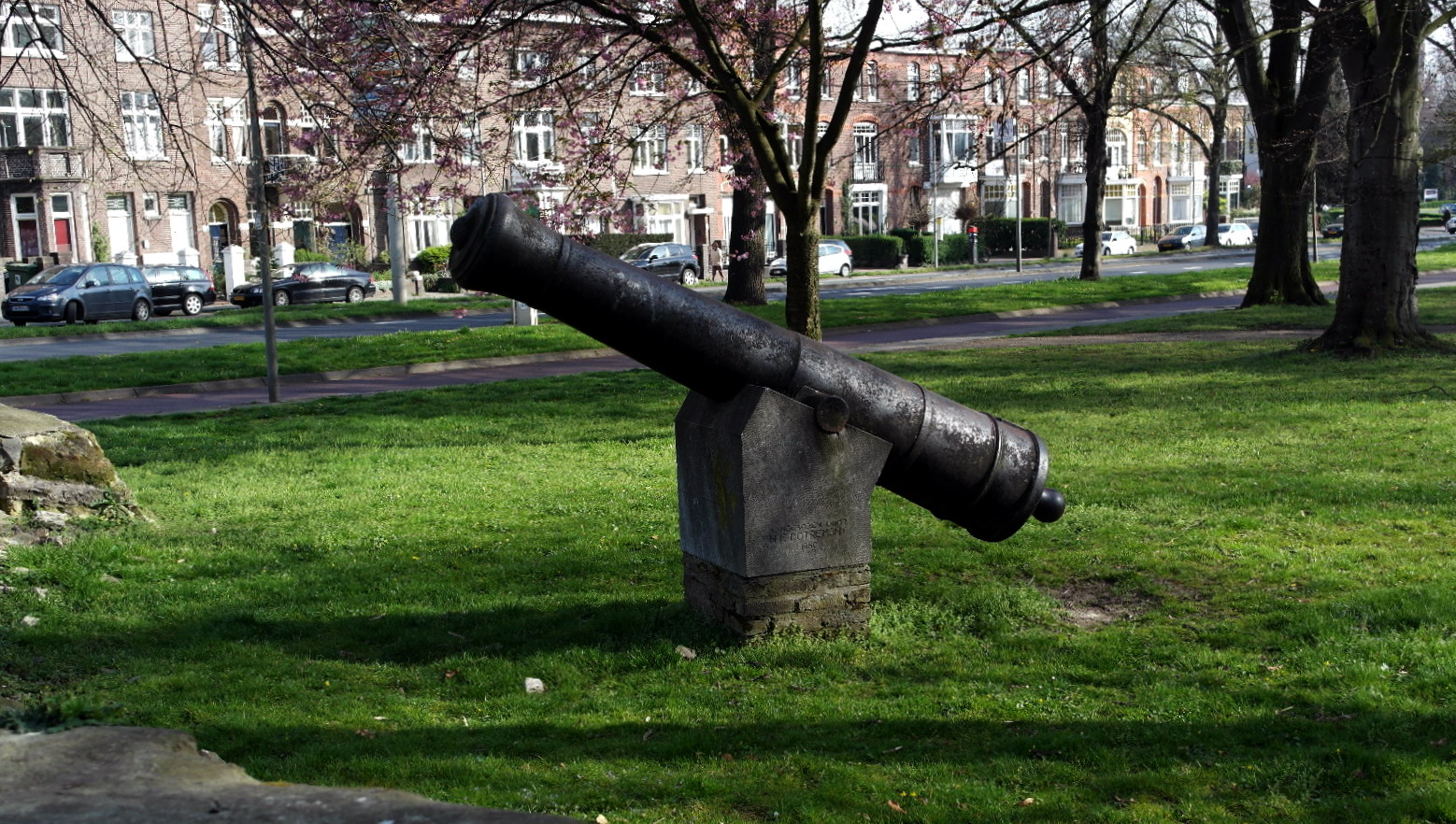
Kanon uit 1810
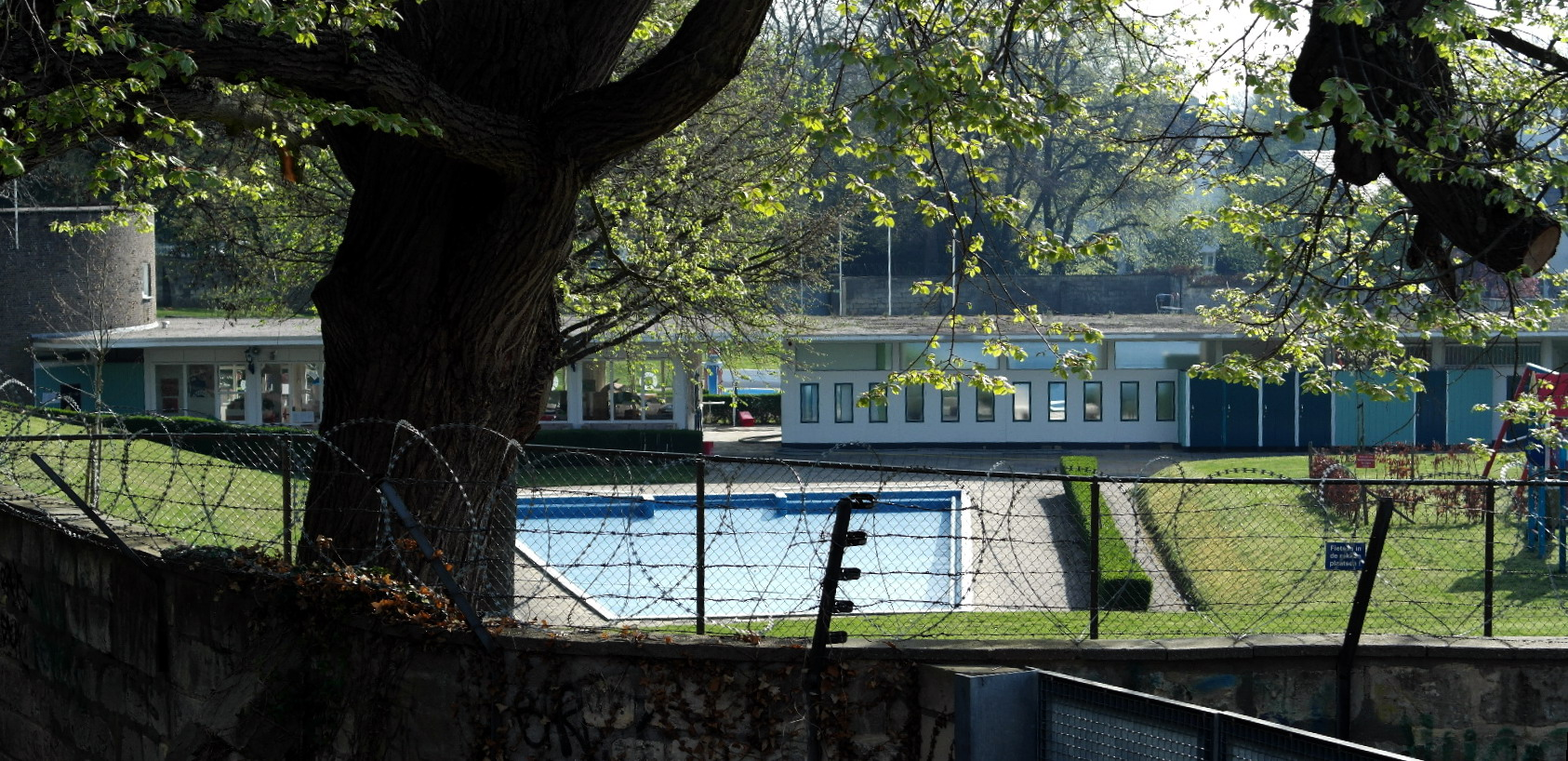
Zwembad Jekerdal
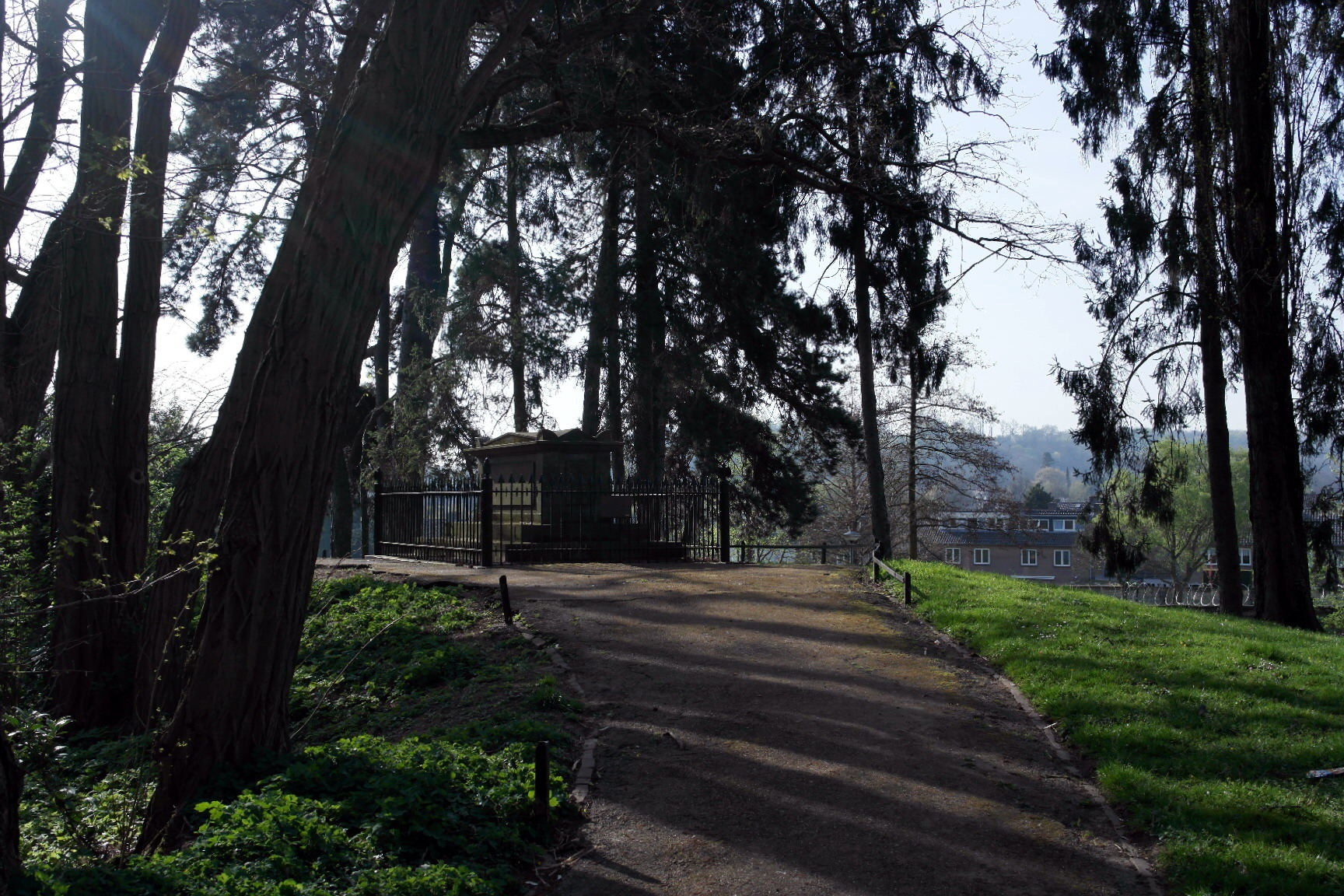
Heuvel met grafmonument
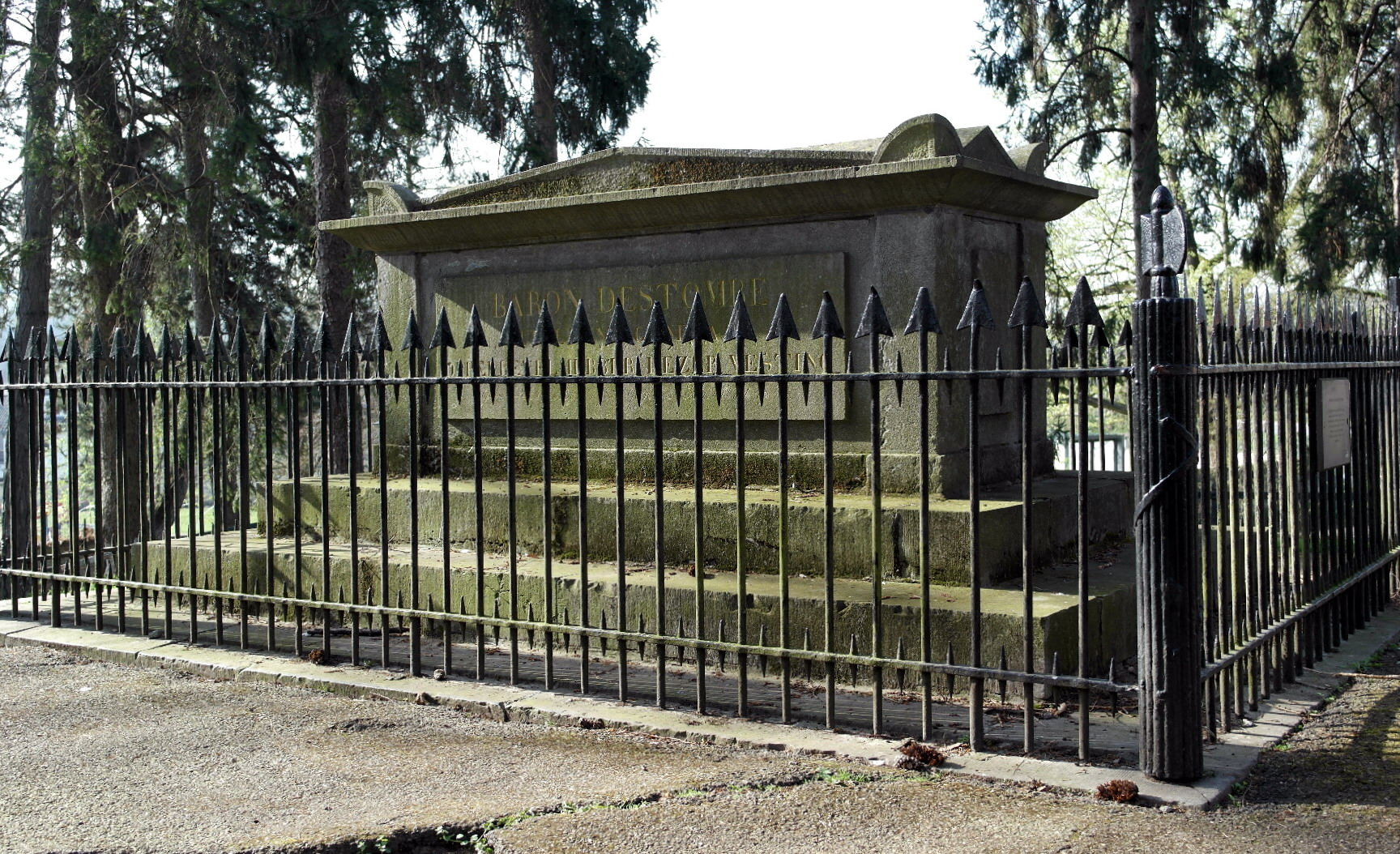
Monument Des Tombe
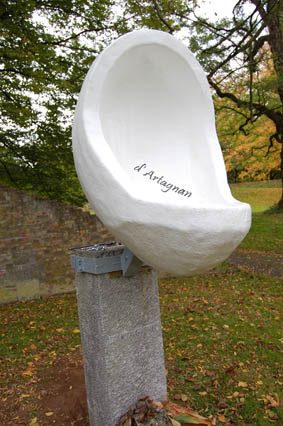
Tijdelijk kunstwerk, 2010
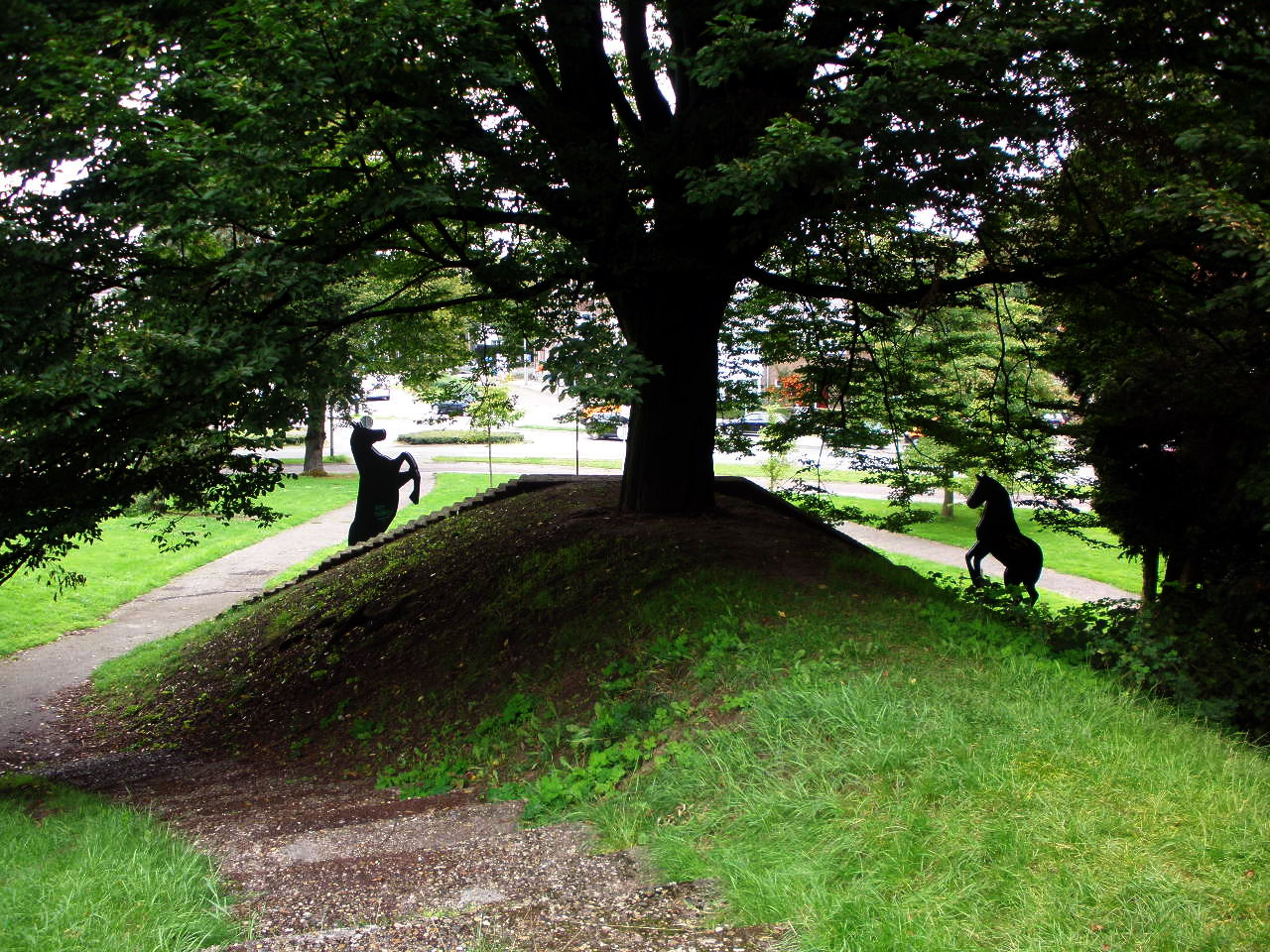
Tijdelijk kunstwerk, 2011
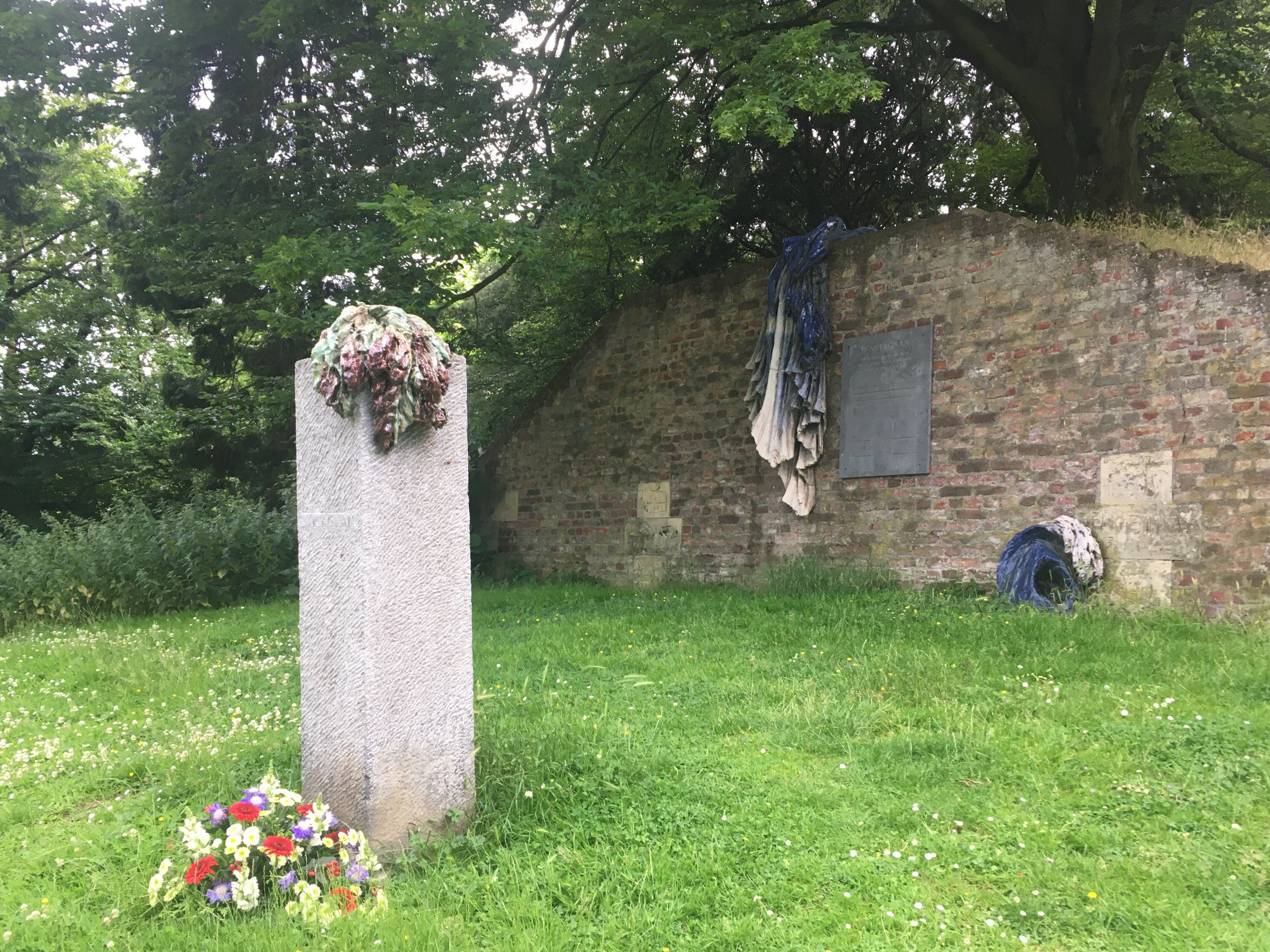
Kunstwerk van D'Artagnan